# Batalha de Vasylkiv
Batalha de Vasylkiv foi uma batalha que ocorreu em 26 de fevereiro de 2022 durante a invasão da Ucrânia pela Rússia.

## Batalha
Na madrugada de 26 de fevereiro, paraquedistas russos começaram a desembarcar perto da cidade de Vasylkiv, que fica a alguns quilômetros ao sul de Kiev - capital da Ucrânia e um dos principais alvos da Rússia. Os invasores procuravam tomar a Base Aérea de Vasylkiv para construir uma ponte aérea em uma zona estratégica, tal como na Batalha do Aeroporto de Gostomel. Um confronto pesado entre os paraquedistas e defensores da Ucrânia ocorreu.
De acordo com oficiais americanos e ucranianos, por volta da 1:30, um caça ucraniano Su-27 derrubou um avião Ilyushin Il-76 russo carregando paraquedistas. Às 3:20, um segundo Ilyushin Il-76 com soldados foi alvejado por forças de defesa sobre a cidade de Bila Tserkva - perto de Vasylkiv.
A prefeita de Vasylkiv declarou que mais de 200 ucranianos foram feridos durante os confrontos. Ela depois declarou que as forças ucranianas repeliram o assalto que os paraquedistas russos haviam tentado na base aérea próxima. Tropas ucranianas conduziram uma ação de patrulha na cidade em procura de soldados russos durante a manhã.
Na madrugada do dia 27 de fevereiro, um míssil russo atingiu um depósito de petróleo na região, colocando-o em chamas.